# Rolls-Royce Wraith (1938)
Rolls-Royce Wraith – luksusowy samochód osobowy produkowany przez brytyjską firmę Rolls-Royce w latach 1938–1939. Dostępny jako 4-drzwiowy saloon. Następca modelu 25/30. Do napędu użyto sześciocylindrowego silnika rzędowego o pojemności 4,3 litra. Moc przenoszona była na koła tylne poprzez 4-biegową manualną skrzynię biegów. Przez dwa lata produkcji powstały 492 egzemplarze. Następcą został Rolls-Royce Silver Wraith.

## Dane techniczne

### Silnik
- R6 4,3 l (4257 cm³), 2 zawory na cylinder, OHV
- Średnica × skok tłoka: 88,90 mm × 114,30 mm
- Układ zasilania: pojedynczy gaźnik

### Osiągi
- Przyspieszenie 0-80 km/h: 16,4 s
- Prędkość maksymalna: 137 km/h